# Kleiner Kirrbach
Der Kleine Kirrbach ist ein linker Zufluss des Beibuschbaches im Landkreis Aschaffenburg im bayerischen Spessart.

## Geographie

### Verlauf
Der Kleine Kirrbach entspringt nordwestlich des Lindenbergs (402 m). Er verläuft in südwestliche Richtung nach Laufach. Dort mündet der Kleine Kirrbach verrohrt in den Beibuschbach.

### Flusssystem Aschaff
- Fließgewässer im Flusssystem Aschaff